# Zemitrella rosea
Zemitrella rosea is een slakkensoort uit de familie van de Columbellidae. De wetenschappelijke naam van de soort is voor het eerst geldig gepubliceerd in 1873 door Hutton.